# Pfarrhaus (Sulzberg (Oberallgäu))

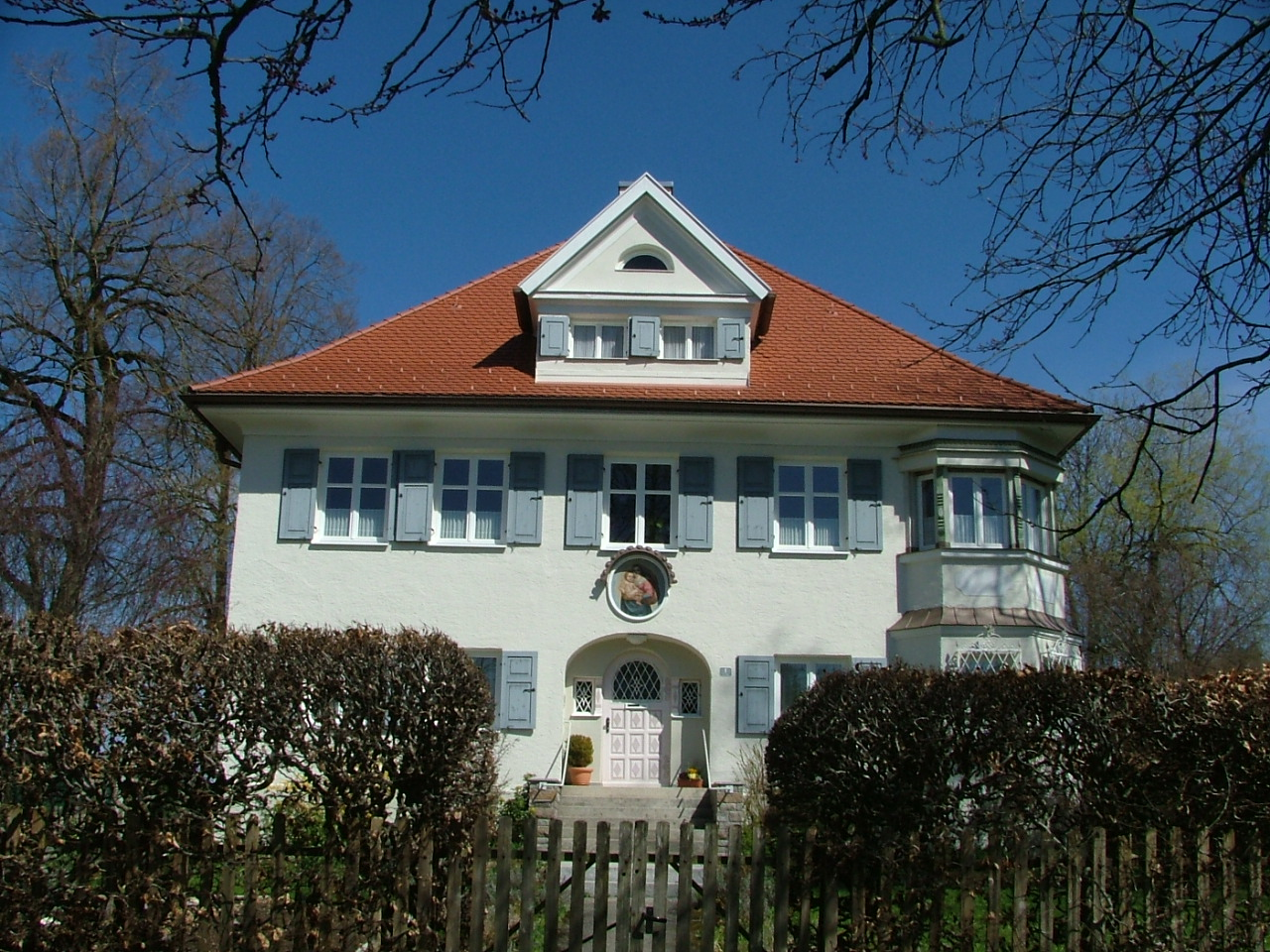
Pfarrhaus in Sulzberg

Das Pfarrhaus in Sulzberg, einer Gemeinde im Landkreis Oberallgäu im bayerischen Regierungsbezirk Schwaben, wurde 1911 errichtet. Das Pfarrhaus am Pfarrweg 1 ist ein geschütztes Baudenkmal.
Der von Ambros Madlener errichtete zweigeschossige Walmdachbau mit polygonalem Eckerker und Zwerchhäusern ist dem Heimatstil zuzurechnen. Über dem Eingang bildet das Mosaikbild einer Hausmadonna den Blickpunkt im Zentrum der Fassade.